# 2012-es IndyCar Series szezon
A 2012-es IZOD IndyCar Series szezon a tizenhetedik szezonja az IndyCar Series-nek és a 101. szezonja az amerikai nyíltkerekes versenyzésnek. A 96. indianapolisi 500-at május 27-én, vasárnap rendezték meg, melyet Dario Franchitti nyert meg immáron 3. alkalommal.

## ICONIC Projekt
Létrehoztak egy bizottságot 2010-ben, amely a 2012-ben bevezetendő autó paramétereit határozzák meg. a bizottság tagjai: Randy Bernard, General William R. Looney III, Brian Barnhart, Gil de Ferran, Tony Purnell, Eddie Gossage, Neil Ressler, Tony Cotman és Rick Lon. Az ICONIC által kiírt kasztni pályázatra öt gyár nevezett be, a BAT Engineering, a Dallara, a DeltaWing Racing Cars, a Lola és a Swift. Ezek közül végül is a Dallara lett a befutó.

## Az új kasztni
Az ICONIC által kiírt pályázatot a Dallara nyerte, így ők kapták meg a lehetőséget, hogy elkészítsék az új generációs IndyCar kasztnit. De a rajongók igényeit is figyelembe vették, így a Dallara nem az egész kasztni, hanem csak egy biztonsági cellát fog gyártani, amelyre úgynevezett aerodinamikai kitet (első szárnyat, hátsó szárnyat, oldalszekrényeket, és motorborítást foglalja magában) bárki tervezhet. Az új kasztni elődjénél jóval olcsóbb lesz, 349,000 dollár, és az Indianapolisban felépülő új Dallara gyárban fogják gyártani őket. Az aerodinamikai kiteket, a gyártók maximum 70,000 dollárért értékesíthetik, ezzel megkönnyítve a csapatok anyagi helyzetét.
2011. április 30-án 15-0-s szavazással elutasították az új autó bevezetésének 2013-ra halasztását a költségek csökkentésére hivatkozva.
2011. május 12-én mutatták be az új autót, két darabot, egy oválpályára konfigurált és egy nem oválpályára konfigurált változatot.
Az új autó első hivatalos tesztjére 2011 szeptemberében kerül sor, az autót a 2005-ös és 2011-es Indy 500 győztes Dan Wheldon és csapata a Bryan Herta Autosport lesz a hivatalos tesztcsapat, de ez félbeszakadt mert 2011. október 16-án a Las Vegas-i szezonzáró versenyen Wheldon halálos balesetet szenvedett, ezért az új Dallara IndyCar autót DW12 névre keresztelték Dan Wheldon emléke előtt tisztelegve.

## Motorformula
Az új nyílt motorformula soros elrendezésű négyhengeres és V elrendezésű hathengeres maximum 2,4 literes lökettérfogatú turbófeltöltős motorok használatát teszi lehetővé. A motorok különböző kivitelekben készülnek, az oválmotor teljesítménye 550 lóerős, a rövid oválmotor teljesítménye 650 lóerős, míg a nem oválpályás kivitelű motorok teljesítménye 700 lóerős. A 2007 és 2011 között használt 100%-os etanol helyett bioetanolt (E85) fognak használni a csapatok és versenyzők.

## Gyártók
A Dallara a biztonsági cella mellett aerodinamikai kitet is gyártani fog. A Chevrolet bejelentette, hogy a Penske csapattal együttműködve visszatérnek az IndyCarba motorgyártóként. Hasonló bejelentést tett a Lotus is, így ők is fognak motort gyártani, a Cosworth-al együttműködve. A Honda továbbra is marad a szériában mint motorszállító. Az aerodinamikai kitek bevezetését a csapatok kérésére 2013-ra halasztották.

### Bejelentett motorgyártók
- Chevrolet
- Honda
- Lotus

## Változások a versenynaptárban

### Szerződésben álló versenyek
- A São Paulo Indy 300 2019-ig áll szerződésben.[2]
- A Honda Grand Prix of St. Petersburg 2013-ig áll szerződésben, de a városvezetés szeretné meghosszabbítani a szerződést.[3][4]
- A Toyota Grand Prix of Long Beach 2015-ig áll szerződésben, továbbhosszabbítási lehetőséggel 2020-ig.[5]
- A Barber Motorsports Parknak hároméves szerződése van ami 2012-ben jár le.[6]
- A Baltimore Grand Prix 2015-ig áll szerződésben.[7][8]
- Az Edmonton Indy 2013-ig áll szerződésben.[9]

### Új versenyek
- Az IndyCar Series 2005 után ismét versenyt rendez a Kaliforniai Fontana-ban található oválpályán, ezúttal éjszakai verseny lesz és ősszel kerül megrendezésre.[10]
- A Detroit Indy Grand Prix visszatér 2012-ben, azt követően, hogy 2009-ben törölni kellett a versenyt a naptárból.[11]
- A bajnokság első alkalommal rendezett volna versenyt Kínában, azon belül Qingdaoban egy 3,8 mérföld hosszú utcai pályán, a viadalra augusztus 19-én került volna sor, de szponzorációs okok miatt törölték a versenynaptárból a kínai versenyt.

### Megszűnő versenyek
- A japán Twin Ring Motegi versenypálya nem rendez IndyCar versenyt 2012-től.[12]
- A bajnokság nem fog visszatérni 2012-ben Milwaukkeba, New Hampshirebe és Kentuckyba
- A bajnokság törölte a Las Vegas-i versenyt a naptárból Dan Wheldon halálos balesete miatt.

## Versenynaptár
| Forduló | Dátum          | Verseny neve                            | Pálya                          | Helyszín                | Időpont (Helyi idő) | Időpont (Magyar idő) | Amerikai TV közvetítő | Magyar TV közvetítő |
| ------- | -------------- | --------------------------------------- | ------------------------------ | ----------------------- | ------------------- | -------------------- | --------------------- | ------------------- |
| 1.      | Március 25.    | Honda Grand Prix of St. Petersburg      | Streets of St. Petersburg      | St. Petersburg, Florida | 12:30               | 18:30                | ABC                   | Sportklub           |
| 2.      | Április 1.     | Honda Indy Grand Prix of Alabama        | Barber Motorsports Park        | Birmingham, Alabama     | 14:00               | 21:00                | NBC Sports Network    | Sportklub           |
| 3.      | Április 15.    | 38. Toyota Grand Prix of Long Beach     | Streets of Long Beach          | Long Beach, Kalifornia  | 13:30               | 21:30                | NBC Sports Network    | Sportklub           |
| 4.      | Április 29.    | São Paulo Indy 300                      | Streets of São Paulo           | São Paulo, Brazília     | 15:00               | 18:00                | NBC Sports Network    | Sportklub           |
| 5.      | Május 27.      | 96. indianapolisi 500 mérföldes verseny | Indianapolis Motor Speedway    | Speedway, Indiana       | 11:00               | 17:00                | ABC                   | Sportklub           |
| 6.      | Június 3.      | Chevrolet Detroit Belle Isle Grand Prix | The Raceway on Belle Isle Park | Detroit, Michigan       | 15:30               | 21:30                | ABC                   | Sportklub           |
| 7.      | Június 9.      | Firestone 550                           | Texas Motor Speedway           | Fort Worth, Texas       | 19:00               | 2:00                 | NBC Sports Network    | Sportklub           |
| 8.      | Június 16.     | Milwaukee IndyFest                      | Milwaukee Mile                 | West Allis, Wisconsin   | 13:00               | 19:00                | ABC                   | Sportklub           |
| 9.      | Június 23.     | Iowa Corn Indy 250                      | Iowa Speedway                  | Iowa, Newton            | 19:00               | 2:00                 | NBC Sports Network    | Sportklub           |
| 10.     | Július 8.      | Honda Indy Toronto                      | Streets of Toronto             | Toronto, Kanada         | 12:30               | 18:30                | ABC                   | Sportklub           |
| 11.     | Július 22.     | Edmonton Indy                           | Edmonton City Centre Airport   | Edmonton, Alberta       | 12:00               | 20:00                | NBC Sports Network    | Sportklub           |
| 12.     | Augusztus 5.   | Honda Indy 200 at Mid-Ohio              | Mid-Ohio Sports Car Course     | Lexington, Ohio         | 12:30               | 18:30                | ABC                   | Sportklub           |
| 13.     | Augusztus 26.  | GoPro Indy Grand Prix of Sonoma         | Sonoma Raceway                 | Sonoma, Kalifornia      | 13:00               | 22:00                | NBC Sports Network    | Sportklub           |
| 14.     | Szeptember 2.  | Baltimore Grand Prix                    | Streets of Baltimore           | Baltimore, Maryland     | 14:00               | 20:00                | NBC Sports Network    | Sportklub           |
| 15.     | Szeptember 15. | IZOD IndyCar World Championship Weekend | Auto Club Speedway             | Fontana, Kalifornia     | 17:00               | 2:00                 | NBC Sports Network    | Sportklub           |

## Csapatok és versenyzők
Az összes csapat Dallara-féle aerocsomagot használ mivel a többi aerocsomag bevezetését 2013-ra halasztották.
(R)=Újonc
| Csapat                             | Motor     | Abroncs | #  | Versenyző           | Szponzor(ok)                                      | Versenyek      | Egyéb megjegyzések                                                                                          |
| ---------------------------------- | --------- | ------- | -- | ------------------- | ------------------------------------------------- | -------------- | --- |
| Chip Ganassi Racing                | Honda     | F       | 9  | Scott Dixon         | Target                                            | Mind           | |
| Chip Ganassi Racing                | Honda     | F       | 10 | Dario Franchitti    | Target                                            | 1-4, 6-15      | Franchitti #50-es számú autóval versenyzik az Indy 500-on, ezzel tisztelegve a Target előtt.                |
| Chip Ganassi Racing                | Honda     | F       | 50 | Dario Franchitti    | Target                                            | 5              | Franchitti #50-es számú autóval versenyzik az Indy 500-on, ezzel tisztelegve a Target előtt.                |
| Chip Ganassi Racing                | Honda     | F       | 38 | Graham Rahal        | TBC Retail Group                                  | Mind           | |
| Chip Ganassi Racing                | Honda     | F       | 83 | Charlie Kimball     | Novo Nordisk                                      | 1-11, 13-15    | Kimball megsérült a Mid-Ohio-i teszten ezért Giorgio Pantano helyettesíti a Mid-Ohio-i versenyen Kimball-t. |
| Chip Ganassi Racing                | Honda     | F       | 83 | Giorgio Pantano     | Novo Nordisk                                      | 12             | Kimball megsérült a Mid-Ohio-i teszten ezért Giorgio Pantano helyettesíti a Mid-Ohio-i versenyen Kimball-t. |
| Team Penske                        | Chevrolet | F       | 2  | Ryan Briscoe        | IZOD                                              | Mind           | |
| Team Penske                        | Chevrolet | F       | 3  | Hélio Castroneves   | Shell                                             | Mind           | |
| Team Penske                        | Chevrolet | F       | 12 | Will Power          | Verizon Wireless                                  | Mind           | |
| KV Racing Technology               | Chevrolet | F       | 5  | E. J. Viso          | CITGO/PDVSA                                       | Mind           | |
| KV Racing Technology               | Chevrolet | F       | 8  | Rubens Barrichello  | Brasil Máquinas/Hyundai Heavy Industries          | Mind           | |
| KV Racing Technology               | Chevrolet | F       | 11 | Tony Kanaan         | GEICO/Mouser Electronics/TNT Energy Drink/Braskem | Mind           | |
| Andretti Autosport                 | Chevrolet | F       | 17 | Sebastián Saavedra  | Automatic Fire Sprinklers                         | 5, 13, 15      | Együttműködésben az AFS Racingel.                                                                           |
| Andretti Autosport                 | Chevrolet | F       | 25 | Ana Beatriz         | Petroleo Ipiranga                                 | 4-5            | Együttműködésben a Conquest Racingel.                                                                       |
| Andretti Autosport                 | Chevrolet | F       | 26 | Marco Andretti      | Royal Crown Cola                                  | Mind           | |
| Andretti Autosport                 | Chevrolet | F       | 27 | James Hinchcliffe   | GoDaddy.com                                       | Mind           | |
| Andretti Autosport                 | Chevrolet | F       | 28 | Ryan Hunter-Reay    | DHL/Sun Drop/Circle K                             | Mind           | |
| Panther Racing                     | Chevrolet | F       | 4  | J. R. Hildebrand    | U.S. National Guard                               | Mind           | |
| A. J. Foyt Enterprises             | Honda     | F       | 14 | Mike Conway         | ABC Supply Company                                | 1-14           | |
| A. J. Foyt Enterprises             | Honda     | F       | 14 | Wade Cunningham (R) | ABC Supply Company                                | 15             | |
| A. J. Foyt Enterprises             | Honda     | F       | 41 | Wade Cunningham (R) | ECat/ABC Supply Company                           | 5              | |
| Schmidt Hamilton Motorsports       | Honda     | F       | 77 | Simon Pagenaud (R)  | Hewlett-Packard                                   | Mind           | |
| Schmidt Hamilton Motorsports       | Honda     | F       | 99 | Townsend Bell       | Braun Ability                                     | 5              | |
| Lotus-Dreyer & Reinbold Racing     | Lotus     | F       | 22 | Oriol Servià        | Lotus Cars                                        | 1-4            | |
| Panther – Dreyer & Reinbold Racing | Chevrolet | F       | 22 | Oriol Servià        | Telemundo/Charter Communications                  | 5-15           | |
| Lotus-HVM Racing                   | Lotus     | F       | 78 | Simona de Silvestro | Lotus Cars/Entergy                                | Mind           | |
| Dale Coyne Racing                  | Honda     | F       | 18 | Justin Wilson       | Sonny's Real Pit Bar-B-Q                          | Mind           | |
| Dale Coyne Racing                  | Honda     | F       | 19 | James Jakes         | Acorn Stairlifts/Boy Scouts of America            | Mind           | |
| Sarah Fisher Hartman Racing        | Honda     | F       | 39 | Bryan Clauson (R)   | Angie's List                                      | 5              | |
| Sarah Fisher Hartman Racing        | Honda     | F       | 67 | Josef Newgarden (R) | Direct Supply/Dollar General                      | 1-13, 15       | |
| Sarah Fisher Hartman Racing        | Honda     | F       | 67 | Bruno Junqueira     | Direct Supply                                     | 14             | |
| Lotus-Dragon Racing                | Lotus     | F       | 6  | Katherine Legge (R) | Lotus Cars/TrueCar                                | 1-4            | |
| Lotus-Dragon Racing                | Lotus     | F       | 7  | Sebastien Bourdais  | Lotus Cars/McAfee/Bing                            | 1-4            | |
| Dragon Racing                      | Chevrolet | F       | 6  | Katherine Legge (R) | TrueCar                                           | 5, 7-9, 13, 15 | |
| Dragon Racing                      | Chevrolet | F       | 7  | Sebastien Bourdais  | McAfee/Bing                                       | 5              | |
| Dragon Racing                      | Chevrolet | F       | 7  | Sebastien Bourdais  | TrueCar/McAfee/Bing                               | 6, 10-14       | |
| Rahal Letterman Laningan Racing    | Honda     | F       | 15 | Szató Takuma        | Panasonic/Mi-Jack/Interush                        | Mind           | |
| Rahal Letterman Laningan Racing    | Honda     | F       | 30 | Michel Jourdain Jr. | Office Depot Mexico/Roshfrans                     | 5              | |
| Team Barracuda – BHA               | Lotus     | F       | 98 | Alex Tagliani       | Lotus Cars/Barracuda Networks                     | 1-3            | |
| Team Barracuda – BHA               | Honda     | F       | 98 | Alex Tagliani       | Barracuda Networks                                | 5-15           | |
| Ed Carpenter Racing                | Chevrolet | F       | 20 | Ed Carpenter        | Fuzzy's Ultra Premium Vodka                       | Mind           | |
| Fan Force United                   | Lotus     | F       | 64 | Jean Alesi          | F. P. Journe/Lotus Cars                           | 5              | |

## Versenyeredmények
| Forduló | Verseny      | Pole Pozíció      | Leggyorsabb kör  | Legtöbb kör az élen | Győztes versenyző | Győztes csapat      | Győztes gyártó | Összefoglaló |
| ------- | ------------ | ----------------- | ---------------- | ------------------- | ----------------- | ------------------- | -------------- | ------------ |
| 1.      | St. Pete     | Will Power        | Will Power       | Scott Dixon         | Hélio Castroneves | Team Penske         | Chevrolet      | Összefoglaló |
| 2.      | Barber       | Hélio Castroneves | Will Power       | Scott Dixon         | Will Power        | Team Penske         | Chevrolet      | Összefoglaló |
| 3.      | Long Beach   | Ryan Briscoe1     | Tony Kanaan      | Simon Pagenaud      | Will Power        | Team Penske         | Chevrolet      | Összefoglaló |
| 4.      | São Paulo    | Will Power        | Josef Newgarden  | Will Power          | Will Power        | Team Penske         | Chevrolet      | Összefoglaló |
| 5.      | Indianapolis | Ryan Briscoe      | Marco Andretti   | Marco Andretti      | Dario Franchitti  | Chip Ganassi Racing | Honda          | Összefoglaló |
| 6.      | Detroit      | Scott Dixon       | Justin Wilson    | Scott Dixon         | Scott Dixon       | Chip Ganassi Racing | Honda          | Összefoglaló |
| 7.      | Texas        | Alex Tagliani     | Ryan Briscoe     | Scott Dixon         | Justin Wilson     | Dale Coyne Racing   | Honda          | Összefoglaló |
| 8.      | Milwaukee    | Dario Franchitti  | Ryan Hunter-Reay | Ryan Hunter-Reay    | Ryan Hunter-Reay  | Andretti Autosport  | Chevrolet      | Összefoglaló |
| 9.      | Iowa         | Dario Franchitti  | Ed Carpenter     | Hélio Castroneves   | Ryan Hunter-Reay  | Andretti Autosport  | Chevrolet      | Összefoglaló |
| 10.     | Toronto      | Dario Franchitti  | Josef Newgarden  | Ryan Hunter-Reay    | Ryan Hunter-Reay  | Andretti Autosport  | Chevrolet      | Összefoglaló |
| 11.     | Edmonton     | Ryan Hunter-Reay2 | Josef Newgarden  | Alex Tagliani       | Hélio Castroneves | Team Penske         | Chevrolet      | Összefoglaló |
| 12.     | Mid-Ohio     | Will Power        | Oriol Servià     | Will Power          | Scott Dixon       | Chip Ganassi Racing | Honda          | Összefoglaló |
| 13.     | Sonoma       | Will Power        | Ryan Hunter-Reay | Will Power          | Ryan Briscoe      | Team Penske         | Chevrolet      | Összefoglaló |
| 14.     | Baltimore    | Will Power        | Will Power       | Will Power          | Ryan Hunter-Reay  | Andretti Autosport  | Chevrolet      | Összefoglaló |
| 15.     | Fontana      | Marco Andretti    | Dario Franchitti | Ed Carpenter        | Ed Carpenter      | Ed Carpenter Racing | Chevrolet      | Összefoglaló |

Megjegyzések
1 A Toyota Grand Prix of Long Beach előtt a Chevrolet az összes autójában motort cserélt, mellettük a Dragon Racing és a Dreyer & Reinbold Racing szorult motorcserére. Az IndyCar szabályainak értelmében ez 10 rajthelyes büntetéssel jár. Az időmérő edzésen Briscoe szerezte meg a pole pozíciót de hátrasorolták a motorcsere miatt az időmérőt követően, emiatt a negyedik legjobb Dario Franchitti indulhat a pole pozícióból, de ettől függetlenül a statisztikák szerint Briscoe-é lett a pole pozíció, vagyis ő kapja a pole pozícióért járó plusz pontot és a pénzdíjat is.
2 Ryan Hunter-Reay szerezte meg a pole pozíciót az időmérő edzésen, de motorcsere miatt 10 rajthelyes büntetést kapott ezért Franchitti indulhat az élről a versenyen.

## Bajnokság állása

### Versenyzők bajnoksága
| Pozíció | Gyártó              | STP | ALA | LBH | SAO | INDY | INDY | DET | TEX | MIL | IOW | TOR | EDM | MDO | SNM | BAL | FON | Pts |
| Pozíció | Gyártó              | STP | ALA | LBH | SAO | QL   | 500  | DET | TEX | MIL | IOW | TOR | EDM | MDO | SNM | BAL | FON | Pts |
| ------- | ------------------- | --- | --- | --- | --- | ---- | ---- | --- | --- | --- | --- | --- | --- | --- | --- | --- | --- | --- |
| 1       | Ryan Hunter-Reay    | 3   | 12  | 6   | 2   | 3    | 27   | 7   | 21  | 1*  | 1   | 1*  | 7   | 24  | 18  | 1   | 4   | 468 |
| 2       | Will Power          | 7   | 1   | 1   | 1*  | 5    | 28   | 4   | 8   | 12  | 23  | 15  | 3   | 2*  | 2*  | 6*  | 24  | 465 |
| 3       | Scott Dixon         | 2*  | 2*  | 23  | 17  | 15   | 2    | 1*  | 18* | 11  | 4   | 25  | 10  | 1   | 13  | 4   | 3   | 435 |
| 4       | Hélio Castroneves   | 1   | 3   | 13  | 4   | 6    | 10   | 17  | 7   | 6   | 6*  | 6   | 1   | 16  | 6   | 10  | 5   | 431 |
| 5       | Simon Pagenaud      | 6   | 5   | 2*  | 12  | 23   | 16   | 3   | 6   | 13  | 5   | 12  | 20  | 3   | 7   | 3   | 15  | 387 |
| 6       | Ryan Briscoe        | 5   | 14  | 7   | 25  | 1    | 5    | 16  | 3   | 14  | 18  | 19  | 8   | 7   | 1   | 2   | 17  | 370 |
| 7       | Dario Franchitti    | 13  | 10  | 15  | 5   | 16   | 1    | 2   | 14  | 19  | 25  | 17  | 6   | 17  | 3   | 13  | 2   | 363 |
| 8       | James Hinchcliffe   | 4   | 6   | 3   | 6   | 2    | 6    | 21  | 4   | 3   | 17  | 22  | 12  | 5   | 26  | 15  | 13  | 358 |
| 9       | Tony Kanaan         | 25  | 21  | 4   | 13  | 8    | 3    | 6   | 11  | 2   | 3   | 4   | 18  | 6   | 10  | 20  | 18  | 351 |
| 10      | Graham Rahal        | 12  | 4   | 24  | 16  | 12   | 13   | 19  | 2   | 9   | 9   | 23  | 4   | 11  | 5   | 11  | 6   | 333 |
| 11      | J. R. Hildebrand    | 19  | 15  | 5   | 7   | 18   | 14   | 14  | 5   | 22  | 22  | 7   | 21  | 9   | 8   | 12  | 11  | 294 |
| 12      | Rubens Barrichello  | 17  | 8   | 9   | 10  | 10   | 11   | 25  | DNS | 10  | 7   | 11  | 13  | 15  | 4   | 5   | 22  | 289 |
| 13      | Oriol Servià        | 16  | 13  | 16  | 11  | 27   | 4    | 5   | 20  | 4   | 21  | 5   | 24  | 25  | 19  | 7   | 19  | 287 |
| 14      | Szató Takuma        | 22  | 24  | 8   | 3   | 19   | 17   | 20  | 22  | 20  | 12  | 9   | 2   | 13  | 27  | 21  | 7   | 281 |
| 15      | Justin Wilson       | 10  | 19  | 10  | 22  | 21   | 7    | 22  | 1   | 23  | 10  | 21  | 9   | 18  | 11  | 17  | 23  | 278 |
| 16      | Marco Andretti      | 14  | 11  | 25  | 14  | 4    | 24*  | 11  | 17  | 15  | 2   | 16  | 14  | 8   | 25  | 14  | 8   | 278 |
| 17      | Alex Tagliani       | 15  | 26  | 21  |     | 11   | 12   | 10  | 9   | 7   | 16  | 10  | 5*  | 10  | 9   | 8   | 20  | 272 |
| 18      | Ed Carpenter        | 18  | 22  | 14  | 21  | 28   | 21   | 12  | 12  | 8   | 8   | 18  | 22  | 22  | 20  | 25  | 1*  | 261 |
| 19      | Charlie Kimball     | 9   | 25  | 18  | 8   | 14   | 8    | 8   | 23  | 17  | 11  | 2   | 19  |     | 21  | 18  | 10  | 260 |
| 20      | E. J. Viso          | 8   | 18  | 12  | 9   | 9    | 18   | 18  | 19  | 5   | 24  | 20  | 16  | 20  | 16  | 9   | 25  | 244 |
| 21      | Mike Conway         | 20  | 7   | 22  | 19  | 29   | 29   | 9   | 16  | 16  | 20  | 3   | 11  | 21  | 14  | 16  |     | 233 |
| 22      | James Jakes         | 26  | 16  | 11  | 15  | 17   | 15   | 23  | 10  | 21  | 13  | 8   | 25  | 19  | 12  | 24  | 12  | 232 |
| 23      | Josef Newgarden     | 11  | 17  | 26  | 23  | 7    | 25   | 15  | 13  | 25  | 19  | 13  | 17  | 12  | 23  |     | 16  | 200 |
| 24      | Simona de Silvestro | 24  | 20  | 20  | 24  | 32   | 32   | 13  | DNS | 24  | 14  | 24  | 23  | 23  | 17  | 22  | 26  | 182 |
| 25      | Sébastien Bourdais  | 21  | 9   | 17  | 18  | 25   | 20   | 24  |     |     |     | 14  | 15  | 4   | 22  | 23  |     | 173 |
| 26      | Katherine Legge     | 23  | 23  | 19  | 26  | 30   | 22   |     | 15  | 18  | 15  |     |     |     | 24  |     | 9   | 137 |
| 27      | Sebastián Saavedra  |     |     |     |     | 24   | 26   |     |     |     |     |     |     |     | 15  |     | 21  | 41  |
| 28      | Wade Cunningham     |     |     |     |     | 26   | 31   |     |     |     |     |     |     |     |     |     | 14  | 29  |
| 29      | Ana Beatriz         |     |     |     | 20  | 13   | 23   |     |     |     |     |     |     |     |     |     |     | 28  |
| 30      | Townsend Bell       |     |     |     |     | 20   | 9    |     |     |     |     |     |     |     |     |     |     | 26  |
| 31      | Giorgio Pantano     |     |     |     |     |      |      |     |     |     |     |     |     | 14  |     |     |     | 16  |
| 32      | Michel Jourdain Jr. |     |     |     |     | 22   | 19   |     |     |     |     |     |     |     |     |     |     | 16  |
| 33      | Bryan Clauson       |     |     |     |     | 31   | 30   |     |     |     |     |     |     |     |     |     |     | 13  |
| 34      | Jean Alesi          |     |     |     |     | 33   | 33   |     |     |     |     |     |     |     |     |     |     | 13  |
| 35      | Bruno Junqueira     |     |     |     |     |      |      |     |     |     |     |     |     |     |     | 19  |     | 12  |
| Pozíció | Gyártó              | STP | ALA | LBH | SAO | QL   | 500  | DET | TEX | MIL | IOW | TOR | EDM | MDO | SNM | BAL | FON | Pts |
| Pozíció | Gyártó              | STP | ALA | LBH | SAO | INDY |      | DET | TEX | MIL | IOW | TOR | EDM | MDO | SNM | BAL | FON | Pts |

| Szín       | Eredmény                     |
| ---------- | ---------------------------- |
| Arany      | Győztes                      |
| Ezüst      | 2. pozíció                   |
| Bronz      | 3. pozíció                   |
| Zöld       | 4.-5. pozíció                |
| Sötétkék   | 6.–10. pozíció között        |
| Sötétkék   | Célba ért (Top 10-en kívül)  |
| LilaPurple | Nem ért célba                |
| Piros      | Nem kvalifikálta magát (DNQ) |
| Barna      | Visszalépett (Wth)           |
| Fekete     | Kizárva (DSQ)                |
| White      | Nem indult (DNS)             |
| White      | Verseny törölve (C)          |
| Üres       | Nem vett részt               |

| Jelmagyarázat |                                                                                             |
| Vastag        | Pole pozíció (1 pont) Kivétel: Indianapolisi 500                                            |
| Dőlt          | Leggyorsabb kör                                                                             |
| *             | Leghosszabb ideig az élen (2 pont)                                                          |
| DNS           | Ha nem tud résztvenni a versenyen akkor az aktuális utolsó hely pontjainak felét kapja meg. |
| Év újonca     |                                                                                             |
| Újonc         |                                                                                             |

| Szín       | Eredmény                     |
| ---------- | ---------------------------- |
| Arany      | Győztes                      |
| Ezüst      | 2. pozíció                   |
| Bronz      | 3. pozíció                   |
| Zöld       | 4.-5. pozíció                |
| Sötétkék   | 6.–10. pozíció között        |
| Sötétkék   | Célba ért (Top 10-en kívül)  |
| LilaPurple | Nem ért célba                |
| Piros      | Nem kvalifikálta magát (DNQ) |
| Barna      | Visszalépett (Wth)           |
| Fekete     | Kizárva (DSQ)                |
| White      | Nem indult (DNS)             |
| White      | Verseny törölve (C)          |
| Üres       | Nem vett részt               |

| Jelmagyarázat |                                                                                             |
| Vastag        | Pole pozíció (1 pont) Kivétel: Indianapolisi 500                                            |
| Dőlt          | Leggyorsabb kör                                                                             |
| *             | Leghosszabb ideig az élen (2 pont)                                                          |
| DNS           | Ha nem tud résztvenni a versenyen akkor az aktuális utolsó hely pontjainak felét kapja meg. |
| Év újonca     |                                                                                             |
| Újonc         |                                                                                             |

Pontrendszerek:
| Pozíció                        | 1  | 2  | 3  | 4  | 5  | 6  | 7  | 8  | 9  | 10 | 11 | 12 | 13 | 14 | 15 | 16 | 17 | 18 | 19 | 20 | 21 | 22 | 23 | 24 | 25 | 26 | 27 | 28 | 29 | 30 | 31 | 32 | 33 |
| ------------------------------ | -- | -- | -- | -- | -- | -- | -- | -- | -- | -- | -- | -- | -- | -- | -- | -- | -- | -- | -- | -- | -- | -- | -- | -- | -- | -- | -- | -- | -- | -- | -- | -- | -- |
| Verseny pontrendszer           | 50 | 40 | 35 | 32 | 30 | 28 | 26 | 24 | 22 | 20 | 19 | 18 | 17 | 16 | 15 | 14 | 13 | 12 | 12 | 12 | 12 | 12 | 12 | 12 | 10 | 10 | 10 | 10 | 10 | 10 | 10 | 10 | 10 |
| Indy kvalifikáció pontrendszer | 15 | 13 | 12 | 11 | 10 | 9  | 8  | 7  | 6  | 4  | 4  | 4  | 4  | 4  | 4  | 4  | 4  | 4  | 4  | 4  | 4  | 4  | 4  | 4  | 3  | 3  | 3  | 3  | 3  | 3  | 3  | 3  | 3  |

- Az Indianapolisi kvalifikáción bónusz pontokat kapnak a versenyzők.

### Gyártók bajnoksága
| Pozíció | Gyártó    | STP | ALA | LBH | SAO | INDY | DET | TEX | MIL | IOW | TOR | EDM | MDO | SNM | BAL | FON | Pts |
| ------- | --------- | --- | --- | --- | --- | ---- | --- | --- | --- | --- | --- | --- | --- | --- | --- | --- | --- |
| 1       | Chevrolet | 1   | 1   | 1   | 1   | 3    | 4   | 3   | 1   | 1   | 1   | 1   | 2   | 1   | 1   | 1   | 123 |
| 2       | Honda     | 2   | 2   | 2   | 3   | 1    | 1   | 1   | 7   | 4   | 2   | 2   | 1   | 3   | 3   | 2   | 102 |
| 3       | Lotus     | 15  | 9   | 16  | 11  | 32   | 13  | DNS | 24  | 14  | 24  | 23  | 23  | 17  | 22  | 26  | 60  |
| Pozíció | Gyártó    | STP | ALA | LBH | SAO | INDY | DET | TEX | MIL | IOW | TOR | EDM | MDO | SNM | BAL | FON | Pts |

| Szín   | Eredmény | Pont |
| ------ | -------- | ---- |
| Gold   | 1. hely  | 9    |
| Silver | 2. hely  | 6    |
| Bronze | 3. hely  | 3    |

- A gyártók versenyének pontrendszere szerint a három gyártó közül a legjobb eredményt elérő gyártó 9 pontot, a második legjobb 6 pontot, a legrosszabb 3 pontot kap minden verseny után.